# محمود الدوسري
محمود الدوسري (1953-) وكيل وزارة الداخلية (2017 - 2018)، واحد أبرز قادة المقاومة الكويتية إبان الغزو العراقي للكويت، حيث تم اعتقاله مع محمد مبارك الفجي في 7 نوفمبر 1990 وصدر بحقه حكم بالإعدام كان من المقرر تنفيذه في 15 فبراير 1991، ولكن تم الإفراج عنه فيما بعد.

## السيرة الذاتية
- التحق في كلية الشرطة عام 1971 وتخرج عام 1973.[2]
- حاصل على شهادة دبلوم علوم شرطية.
- عمل في الإدارة العامة لأمن المنشآت والقوات الخاصة وتسمى آنذاك «قوة الطوارئ» 1975 - 1973.
- أحد مؤسسي إدارة حماية الشخصيات (التحق بها عام 1975) واستمر لعام 1983.
- عُين مديراً لإدارة العمليات (1983).
- مديرا أمن مطار الكويت الدولي (1992 - 1988).
- مدير عام إدارة النجدة (فترة بعد التحرير).
- مدير عام مديرية أمن حولي - (2004).
- وكيل وزارة الداخلية المساعد لشؤون الأمن الخاص.
- وكيل وزارة الداخلية المساعد لشؤون المرور(2009).
- وكيل وزارة الداخلية المساعد لشؤون الأمن العام.
- أتم العديد من الدورات المتخصصة في مكافحة الإرهاب، والقيادة والرماية، وشارك بتمثيل الكويت في المؤتمرات والمناسبات ذات العلاقة.
- عام 2017 تمت ترقيته بقرار من مجلس الوزراء إلى رتبة فريق.
- عام 2017 تم تعيينه وكيلاً في وزارة الداخلية بالدرجة الممتازة.[3]